# Amphisbaena crisae
Amphisbaena crisae là một loài bò sát trong họ Amphisbaenidae. Loài này được Vanzolini miêu tả khoa học đầu tiên năm 1997.